# Грабш, Берт
Берт Грабш (нем. Bert Grabsch; род. 19 июня 1975, Виттенберг, ГДР) — немецкий профессиональный шоссейный велогонщик. Чемпион мира в индивидуальной гонке на время 2008 года. Участник летних Олимпийских игр 2008 и 2012 годов. Младший брат велогонщика Ральфа Грабша.

## Победы
| 1998 - Регио-Тур — этап 4 1999 - Регио-Тур — этап 5 2000 - Вольта Лимбург Классик 2001 - Тур Валлонии — этап 2 - Тур Нижней Саксонии — этап 5 2002 - Вуэльта Бургоса — этап 1 2005 - Круг Хайнлайте 2007 - Чемпион Германии в индивидуальной гонке на время - Вуэльта Испании — этап 8 | 2008 - Чемпион мира в индивидуальной гонке на время - Чемпион Германии в индивидуальной гонке на время - Тур Саксонии — этап 4 и генеральная классификация - Тур Австрии — этап 6 2009 - Чемпион Германии в индивидуальной гонке на время - Критериум Дофине — этап 4 2011 - Чемпион Германии в индивидуальной гонке на время - Тур Австрии — этап 7 2012 - Чемпионат Германии, индивидуальная гонка на время — 2-е место |

## Статистика выступлений наГранд Турах
| Гранд Тур | 2002 | 2003 | 2004 | 2005 | 2006 | 2007 | 2008 | 2009 | 2010 | 2011 | 2012 |
| --------- | ---- | ---- | ---- | ---- | ---- | ---- | ---- | ---- | ---- | ---- | ---- |
| Джиро     | 61   | -    | -    | -    | -    | -    | -    | -    | -    | -    | -    |
| Тур       | -    | -    | 81   | 103  | 107  | 105  | -    | 134  | 169  | -    | 125  |
| Вуэльта   | -    | -    | 86   | -    | -    | сход | -    | сход | -    | 136  | -    |